# Pierrefiques
Pierrefiques est une commune française située dans le département de la Seine-Maritime en région Normandie.

## Géographie

### Localisation
La commune est située à environ 5 kilomètres au sud-est de la station balnéaire d’Étretat et fait partie du canton de Criquetot-l'Esneval.

### Communes limitrophes
| Le Tilleul           | Le Tilleul   | Bordeaux-Saint-Clair    |
| Sainte-Marie-au-Bosc | Pierrefiques | Cuverville Villainville |
| Beaurepaire          | Beaurepaire  | Villainville            |

### Lieux-dits, écarts et quartiers
La commune compte 9 voies dont  8 lieux-dits administratifs répertoriés : le Village, Rougemare, le Petit Rougemare, le Petit Vauchel, le Grand Vauchel, la Tourniolle, le Moulin, le Bois.

### Géologie et relief
La commune est classée en zone de sismicité 1, correspondant à une sismicité très faible.

### Hydrographie
La commune est située dans le bassin Seine-Normandie. Elle n'est drainée par aucun cours d'eau,.

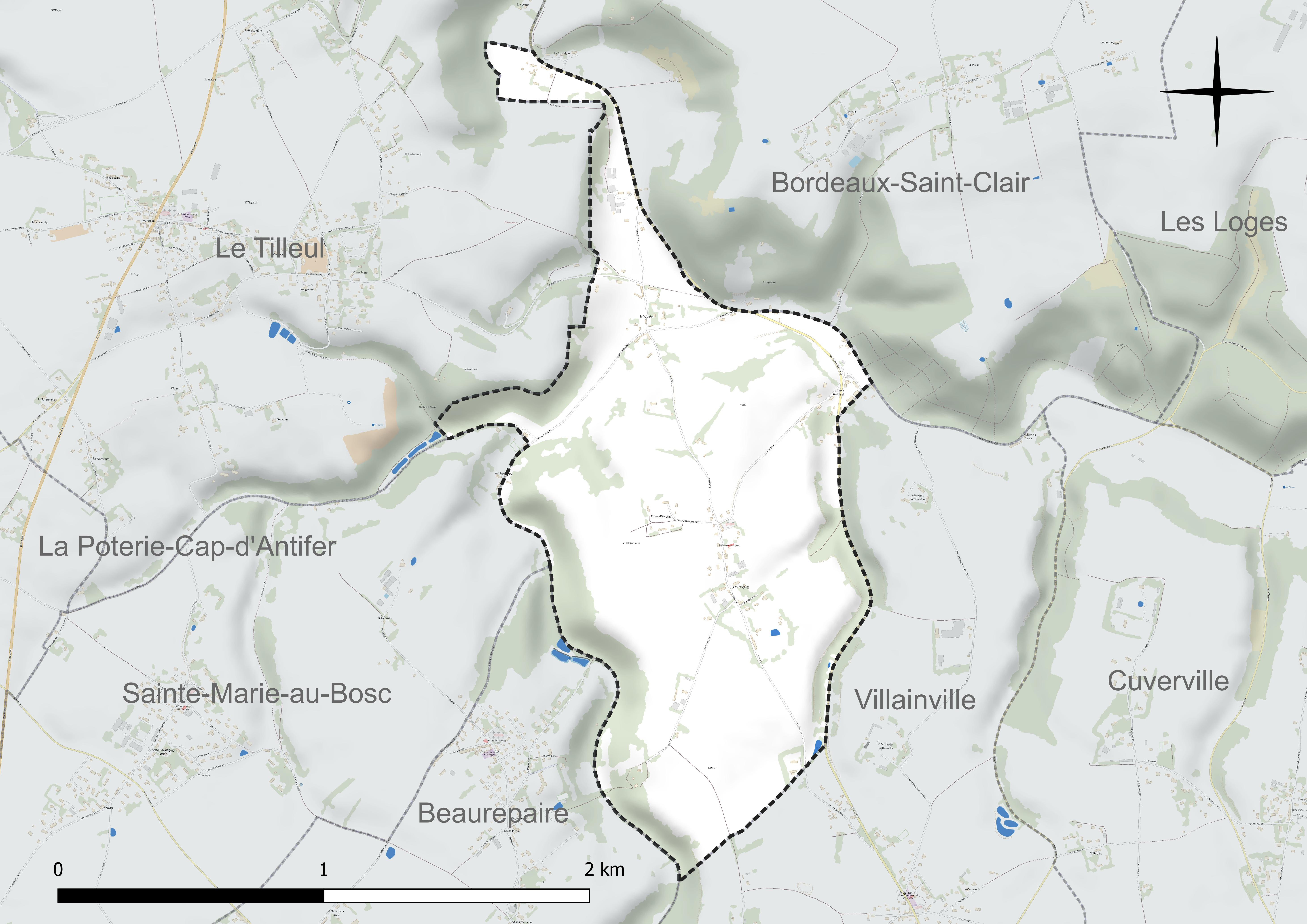
Réseau hydrographique de Pierrefiques.

### Transports et déplacements
On accède  à Pierrefiques à partir de Villainville (à 1,7 km) située sur la D 139 qui relie Étretat à Criquetot-l'Esneval .
Pierrefiques est desservie par la ligne d’autocars No 24 (Le Havre - Étretat -Fécamp) de la société Keolis avec un arrêt à la Mairie de Villainville.
Les gare SNCF les plus proches sont :
- La gare de Rolleville de la ligne du Havre-Graville à Tourville-les-Ifs, à ce jour gare terminus, située à 12,2 kilomètres, (21 minutes) ;
- La gare d'Étainhus - Saint-Romain de la ligne de Paris-Saint-Lazare au Havre, située à 15 kilomètres, (24 minutes) ;
- La gare de Fécamp de la ligne de Bréauté - Beuzeville à Fécamp, desservie par des trains TER Normandie, située à 17,7 kilomètres, (34 minutes).

### Climat
Pour des articles plus généraux, voir Climat de la Normandie et Climat de la Seine-Maritime.
En 2010, le climat de la commune est de type climat océanique franc, selon une étude du CNRS s'appuyant sur une série de données couvrant la période 1971-2000. En 2020, Météo-France publie une typologie des climats de la France métropolitaine dans laquelle la commune est exposée à un climat océanique et est dans la région climatique Côtes de la Manche orientale, caractérisée par un faible ensoleillement (1 550 h/an) ; forte humidité de l’air (plus de 20 h/jour avec humidité relative > 80 % en hiver), vents forts fréquents. Parallèlement le GIEC normand, un groupe régional d’experts sur le climat, différencie quant à lui, dans une étude de 2020, trois grands types de climats pour la région Normandie, nuancés à une échelle plus fine par les facteurs géographiques locaux. La commune est, selon ce zonage, exposée à un « climat maritime », correspondant au Pays de Caux, frais, humide et pluvieux, légèrement plus frais que dans le Cotentin.
Pour la période 1971-2000, la température annuelle moyenne est de 10,4 °C, avec une amplitude thermique annuelle de 12,8 °C. Le cumul annuel moyen de précipitations est de 934 mm, avec 12,8 jours de précipitations en janvier et 8,7 jours en juillet. Pour la période 1991-2020, la température moyenne annuelle observée sur la station météorologique la plus proche, située sur la commune de Octeville-sur-Mer à 15 km à vol d'oiseau, est de 11,5 °C et le cumul annuel moyen de précipitations est de 790,7 mm,. Pour l'avenir, les paramètres climatiques de la commune estimés pour 2050 selon différents scénarios d’émission de gaz à effet de serre sont consultables sur un site dédié publié par Météo-France en novembre 2022.

## Urbanisme

### Typologie
Au 1er janvier 2024, Pierrefiques est catégorisée commune rurale à habitat dispersé, selon la nouvelle grille communale de densité à sept niveaux définie par l'Insee en 2022.
Elle est située hors unité urbaine. Par ailleurs la commune fait partie de l'aire d'attraction du Havre, dont elle est une commune de la couronne,. Cette aire, qui regroupe 116 communes, est catégorisée dans les aires de 200 000 à moins de 700 000 habitants,.

### Occupation des sols
L'occupation des sols de la commune, telle qu'elle ressort de la base de données européenne d’occupation biophysique des sols Corine Land Cover (CLC), est marquée par l'importance des territoires agricoles (77,6 % en 2018), une proportion identique à celle de 1990 (77,6 %). La répartition détaillée en 2018 est la suivante : 
terres arables (64,5 %), forêts (22,4 %), prairies (12,3 %), zones agricoles hétérogènes (0,8 %). L'évolution de l’occupation des sols de la commune et de ses infrastructures peut être observée sur les différentes représentations cartographiques du territoire : la carte de Cassini (XVIIIe siècle), la carte d'état-major (1820-1866) et les cartes ou photos aériennes de l'IGN pour la période actuelle (1950 à aujourd'hui).

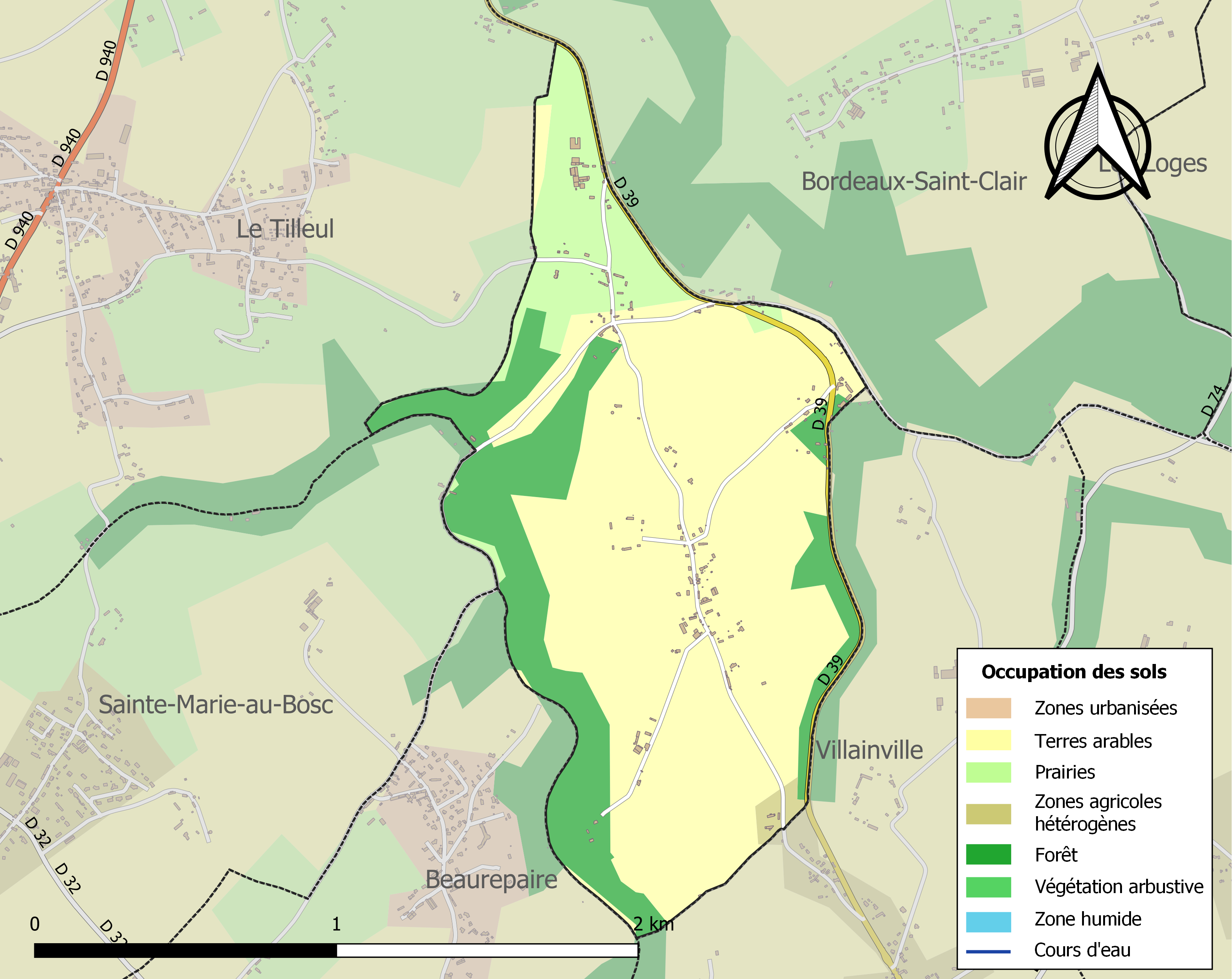
Carte des infrastructures et de l'occupation des sols de la commune en 2018 (CLC).

### Logement
En 2014, le nombre total de logements dans la commune était de 68 (dont 100 % de maisons).
Parmi ces logements, 74,9 % étaient des résidences principales, 19,2 % des résidences secondaires et 5,9 % des logements vacants.
La part des ménages propriétaires de leur résidence principale s’élevait à 74,5 %.

## Toponymie
Le nom de la localité est attesté sous les formes Usque ad vallem de Perefica de 1166 à 1173, Petra Fixa vers 1240, Petraficta vers 1337, Pierre Fique en 1431, Pierrefique en 1472, Saint Jean-Baptiste de Pierrefiques vers 1652, Pierre Fique à nouveau en 1668, Pierrefique à nouveau en 1715, Pierre Fiques en 1788, Pierrefiques en 1877.
Ce toponyme provient du mot Petra ficta qui signifie « pierre plantée » (menhir, borne, monument funéraire…). Nom qui indiquerait la présence antique de monuments contemporains de nos ancêtres Pré-Celtiques.

## Politique et administration
| Période                                  | Période                    | Identité      | Étiquette | Qualité     |
| ---------------------------------------- | -------------------------- | ------------- | --------- | ----------- |
| Les données manquantes sont à compléter. |                            |               |           |             |
| avant 1981                               | ?                          | Jacques Duflo |           |             |
| Les données manquantes sont à compléter. |                            |               |           |             |
| mars 2001                                | mai 2020                   | Alain Renaut  |           |             |
| mai 2020,                                | En cours (au 10 août 2020) | Pascal Coutey |           | Terchnicien |

## Démographie
L'évolution du nombre d'habitants est connue à travers les recensements de la population effectués dans la commune depuis 1793. Pour les communes de moins de 10 000 habitants, une enquête de recensement portant sur toute la population est réalisée tous les cinq ans, les populations de référence des années intermédiaires étant quant à elles estimées par interpolation ou extrapolation. Pour la commune, le premier recensement exhaustif entrant dans le cadre du nouveau dispositif a été réalisé en 2007.

En 2022, la commune comptait 130 habitants, en évolution de −4,41 % par rapport à 2016 (Seine-Maritime : +0,35 %, France hors Mayotte : +2,11 %).
| 1793 | 1800 | 1806 | 1821 | 1831 | 1836 | 1841 | 1846 | 1851 |
| ---- | ---- | ---- | ---- | ---- | ---- | ---- | ---- | ---- |
| 393  | 395  | 376  | 319  | 338  | 319  | 299  | 252  | 210  |

| 1856 | 1861 | 1866 | 1872 | 1876 | 1881 | 1886 | 1891 | 1896 |
| ---- | ---- | ---- | ---- | ---- | ---- | ---- | ---- | ---- |
| 215  | 220  | 220  | 203  | 205  | 154  | 156  | 154  | 155  |

| 1901 | 1906 | 1911 | 1921 | 1926 | 1931 | 1936 | 1946 | 1954 |
| ---- | ---- | ---- | ---- | ---- | ---- | ---- | ---- | ---- |
| 178  | 162  | 156  | 141  | 127  | 131  | 124  | 161  | 116  |

| 1962 | 1968 | 1975 | 1982 | 1990 | 1999 | 2006 | 2007 | 2012 |
| ---- | ---- | ---- | ---- | ---- | ---- | ---- | ---- | ---- |
| 110  | 91   | 79   | 85   | 97   | 106  | 121  | 123  | 140  |

| 2017 | 2022 | - | - | - | - | - | - | - |
| ---- | ---- | - | - | - | - | - | - | - |
| 135  | 130  | - | - | - | - | - | - | - |

## Économie

### Revenus de la population et fiscalité
Le nombre de ménages fiscaux en 2013 était de 47 représentant 125 personnes et la  médiane du revenu disponible par unité de consommation  de 23 896 €.

### Emploi
En 2014, le nombre total d'emplois dans la zone était de 12, occupant 65 actifs résidants (salariés et non-salariés).
Le taux d’activité de la population âgée de 15 à 64 ans s'élevait à  79,1 % contre un taux de chômage de 11,1 %.

### Entreprises et commerces
En 2015, le nombre d’établissements actifs était de neuf dont deux dans l’agriculture-sylviculture-pêche, un dans la construction, cinq dans le commerce-transports-services divers et un était relatif au secteur administratif.
Cette même année, une entreprise a été créée.

## Culture locale et patrimoine

### Lieux et monuments

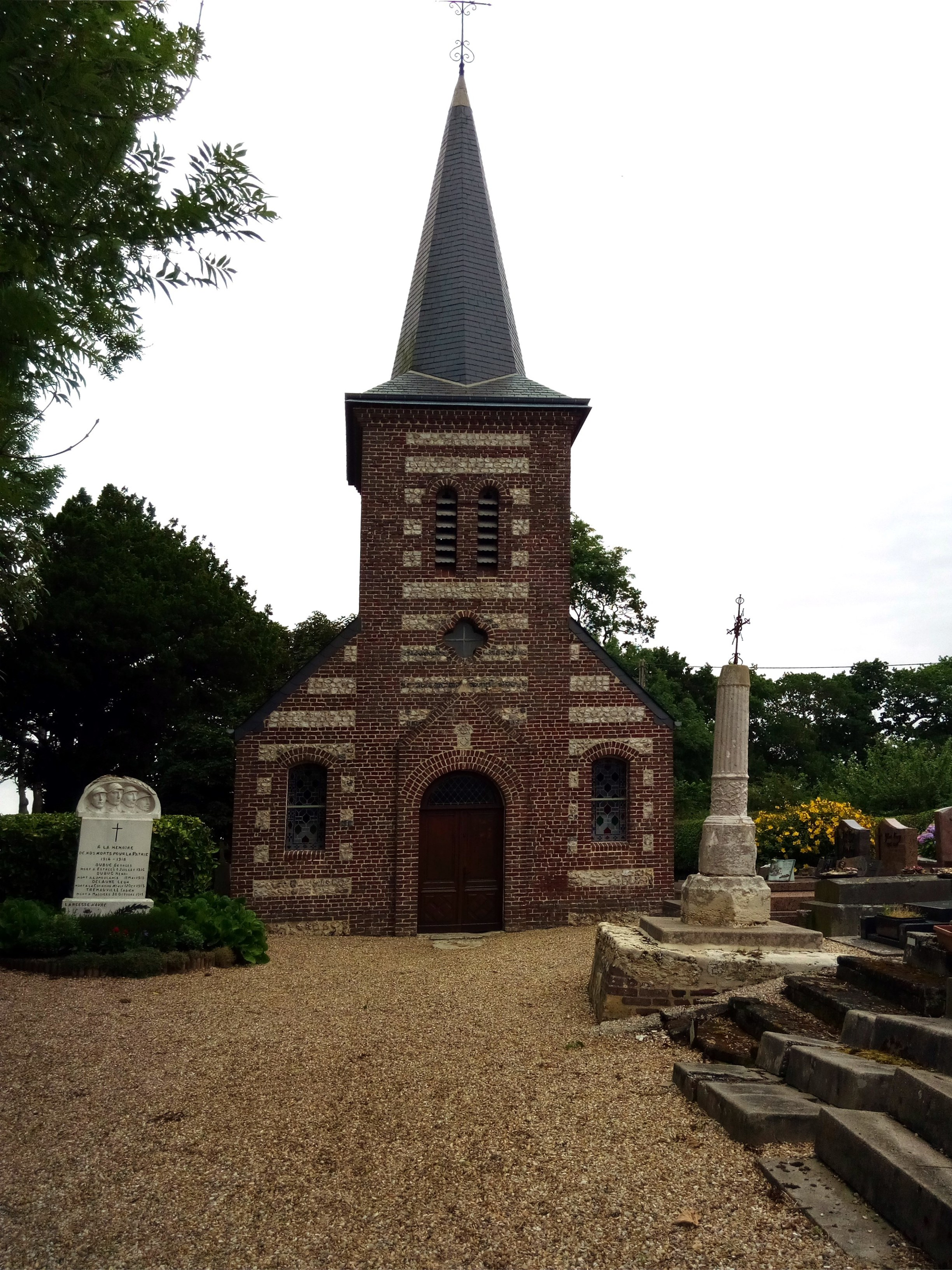
Église Saint-Jean-Baptiste.

- L'église de Pierrefiques est vouée à Saint Jean-Baptiste ;
- Le calvaire du cimetière, cannelé en pierre  blanche, du XVIe siècle, est dominé par une petite croix en fer forgé ;
- Le calvaire de la Mairie, don d'André Hautot père à la commune[26].

### Héraldique
| Armes de Pierrefiques | Les armes de la commune de Pierrefiques se blasonnent ainsi : D’azur à trois lévriers naissants d’argent, colletés de gueules. |